# Nazim Rzayev
Nazim Asadulla oglu Rzayev (en azerí: Nazim Əsədulla oğlu Rzayev; Bakú, 19 de febrero de 1925 – Eskişehir, 2 de mayo de 2006) fue un director de orquesta de Azerbaiyán, director de la orquesta de cámara de la radio y la televisión de Azerbaiyán, laureado con los premios estatales de la Unión Soviética y la República Socialista Soviética de Azerbaiyán.

## Biografía
Nazim Rzayev nació el 19 de febrero de 1925 en Bakú.
En 1951 se graduó del Conservatorio Estatal de Moscú P. I. Chaikovski. Después de regresar a Bakú, trabajó como concertino de orquesta en el Teatro de Ópera y Ballet Académico Estatal de Azerbaiyán y como profesor en la Academia de Música de Bakú. Desde 1958 se especializó en dirección de orquesta. Un año después, participó activamente en la preparación de los días de la Literatura y el Arte de Azerbaiyán en Moscú. 
Entre 1961 y 1963 Nazim Rzayev se especializó en dirección de orquesta como alumno de Aleksandr Mélik-Pasháyev en el Teatro Bolshói. Después de regresar a Bakú, dirigió el estudio de ópera de la Academia de Música de Bakú. Bajo su direccíon, las óperas "El matrimonio secreto" de Domenico Cimarosa, "Koroglu" de Uzeyir Hajibeyov y "Sevil" de Fikret Amirov se representaron en el estudio. También dirigió la Orquesta Sinfónica Estatal de Azerbaiyán. Dirigió las obras de Beethoven, Chaikovski, Brahms, Richard Strauss, Qara Qarayev, Fikret Amirov y otros compositores. 
Nazim Rzayev comenzó a trabajar como director artístico y director de la Orquesta de Cámara del Estado  de Azerbaiyán en 1964. Realizó una gira con una orquesta de cámara en varias ciudades de la Unión Soviética y en el extranjero. Entre 1984 y 1985 fue el director fundador de la comedia musical "Arshin Mal Alan" de Uzeyir Hajibeyov en el Teatro Estatal de Ópera y Ballet de Ankara. En los años siguientes trabajó en Turquía.
Desde 1952 enseñó en la Academia de Música de Bakú.  Se convirtió en profesor asociado en 1968 y profesor en 1985.
Nazim Rzayev falleció el 2 de mayo de 2006 en la ciudad Eskişehir de Turquía.

## Premios y títulos
- 1958 - Artista de Honor de la RSS de Azerbaiyán
- 1959 – Orden de la Insignia de Honor
- 1974 – Premio Estatal de la RSS de Azerbaiyán
- 1977 - Artista del Pueblo de la RSS de Azerbaiyán
- 1980 – Premio Estatal de la Unión Soviética